# Só sei que nada sei
A popular frase só sei que nada sei ou sei uma coisa: que eu nada sei, por vezes compreendida como um paradoxo socrático, é um dizer muito conhecido, derivado da narrativa de Platão sobre o filósofo Sócrates. No entanto, a frase não é mencionada em nenhum texto grego antigo que nos tenha sido legado. 
Acredita-se que tenha surgido originalmente em textos escritos em latim, como em "ipse se nihil scire id unum sciat" de Cícero, ou em Nicolau de Cusa com "scio me nihil scire" e "scio me nescire". É possível que seja, então, uma paráfrase de um texto grego antigo, encontrada apenas em latim e vertida na contemporaneidade para o grego catarévussa como "[ἓν οἶδα ὅτι] οὐδὲν οἶδα", (lê-se: [hèn oîda hóti] oudèn oîda). Logo, esse problema teria surgido já na época da tradução latina, muito provavelmente por utilizarem apenas o verbo scire (saber, entender) para traduzir palavras distintas do grego, como (syn)eidénai, epístamai, gignṓskein, sophía e sophós.
O dizer está relacionado com o relato de Querefonte sobre a resposta da sacerdotisa (pítia), no Oráculo de Delfos, em relação à questão "quem é o homem mais sábio da Grécia?". Essa consulta foi narrada por Platão em sua Apologia (21a) e por outro discípulo de Sócrates, Xenofonte, em um outro texto também chamado Apologia (14). No entanto, nesse último relato é dito apenas que ninguém seria mais justo, livre e sensato que Sócrates, não aparecendo a palavra 'sábio'.
No contexto da Apologia de Platão, em 20d, essa questão se relaciona, portanto, à condição humana, detentora de uma sabedoria limitada e ignorante de muitas coisas. Logo a anthrōpínē sophía (sabedoria humana) seria a consciência da sua própria limitação quanto ao saber.

## Em Platão
Essa frase é frequentemente atribuída ao Sócrates de Platão, nos tempos antigos e modernos, não ocorre tal como ela é em nenhuma das obras de Platão. Dois proeminentes académicos estudiosos de Platão argumentaram recentemente que a frase não deve ser atribuída ao Sócrates de Platão.
No entanto, Platão relata, em sua Apologia de Sócrates, que:

 […] οὗτος μὲν οἴεταί τι εἰδέναι οὐκ εἰδώς, ἐγὼ δέ, ὥσπερ οὖν οὐκ οἶδα, οὐδὲ οἴομαι

[aquele homem acredita saber alguma coisa, sem sabê-la, enquanto eu, como não sei nada, também estou certo de não saber.]
A imprecisão da paráfrase como 'só sei que nada sei' deriva do fato de o autor não estar a dizer que ele nada sabe, mas sim que não pode saber nada com absoluta certeza, mas pode se sentir confiante acerca de certas coisas. Além disso, autores como Gail Fine, Thomas Brickhouse e Nicholas Smith e Gregory Vlastos ressaltam, cada um dentro de sua perspectiva e com suas diferenças, que o “só sei que nada sei” não seria realmente um paradoxo, pois haveria uma distinção entre o que Sócrates se referiria por conhecimento ou sabedoria, havendo uma diferença de nível epistêmico, entre um conhecimento mais alto e completo e outro mais baixo e relacionado à vida cotidiana.
Uma curiosidade é que Sócrates já afirmou em mais de uma passagem das narrativas conhecer algum assunto além da própria ignorância:
Como poderia eu votar ‘Não,’ quando a única coisa que eu digo que entendo é a arte do amor (τὰ ἐρωτικά)?
“Eu não conheço virtualmente nada, exceto um pequeno assunto — amor (τῶν ἐρωτικῶν), embora sobre esse assunto, eu sou pensado como incrível (δεινός), mais do que ninguém, passado ou presente"
Além dos exemplos acima, David Wolfsdorf agrupou mais de trinta alegações de conhecimento (knowledge claims), onde Sócrates diz saber alguma coisa, com valor epistêmico variando desde coisas simples até questionamentos éticos e filosóficos. 